# 伯辛根 (弗里堡州)

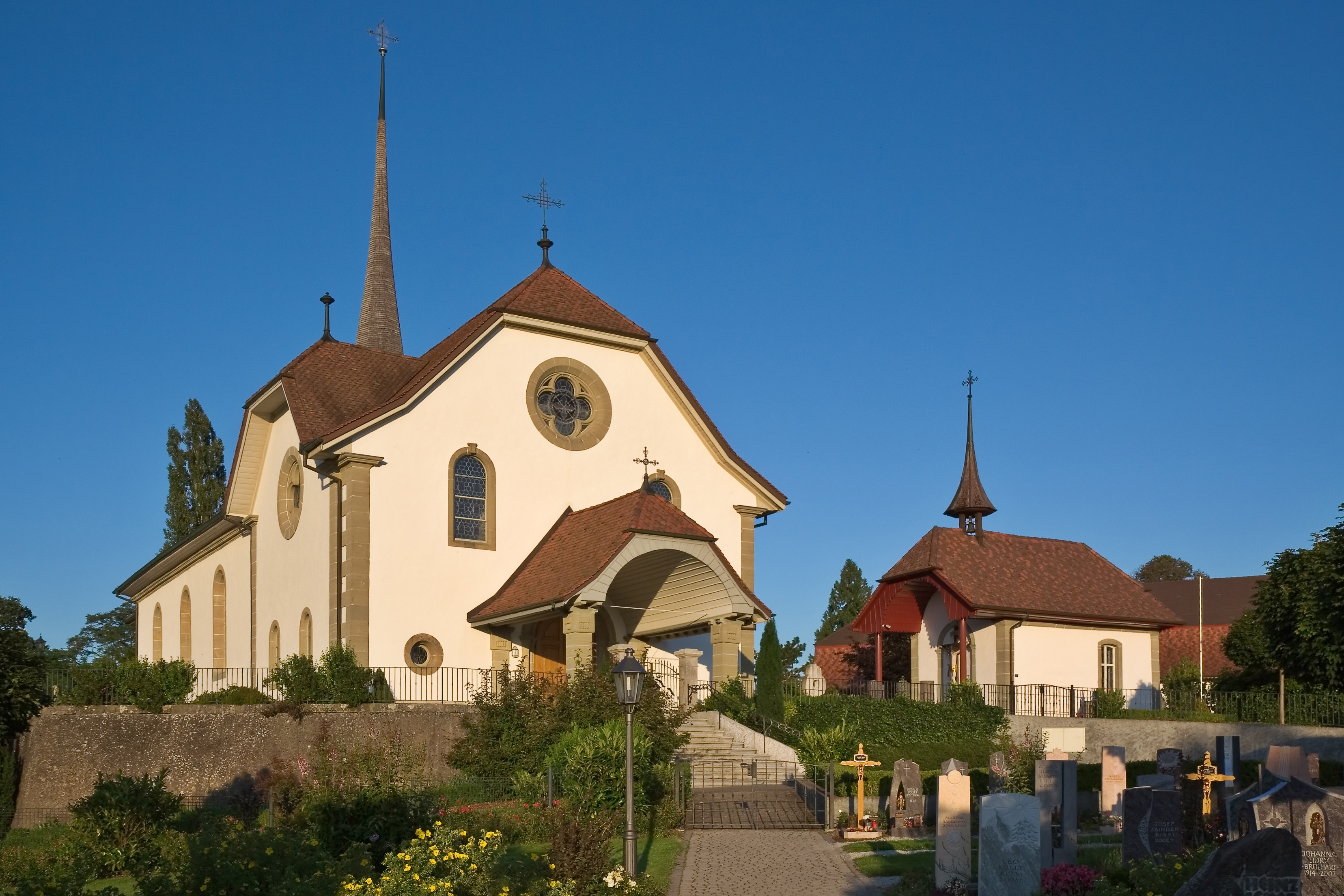

伯辛根是瑞士的城鎮，位於該國西部，由弗里堡州負責管轄，面積14.34平方公里，海拔高度550米，2011年人口3,308，一半人口信奉羅馬天主教，人口密度每平方公里231人。

## 外部連結
- Official website（页面存档备份，存于） （德文）